# NGC 1230
NGC 1230 is een lensvormig sterrenstelsel in het sterrenbeeld Eridanus. Het hemelobject werd in 1886 ontdekt door de Amerikaanse astronoom Francis Preserved Leavenworth.

## Synoniemen
- PGC 11743
- ESO 480-34
- MCG 4-8-27
- Arp 332
- VV 337
- AM 0306-231